# Flindersia australis

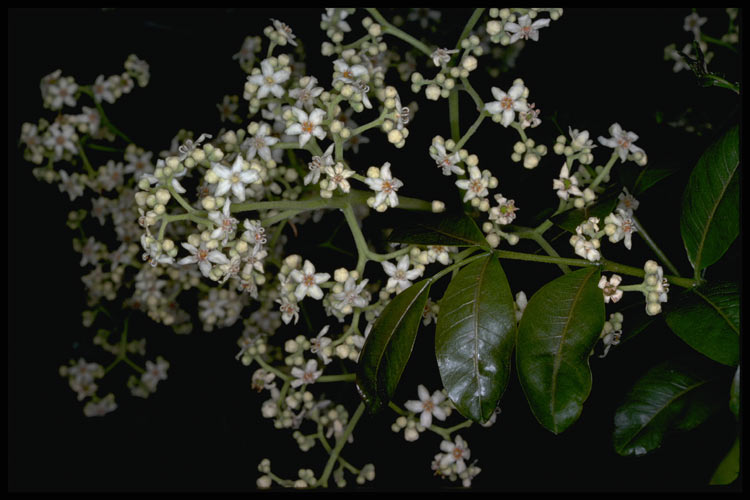
Blütenstand

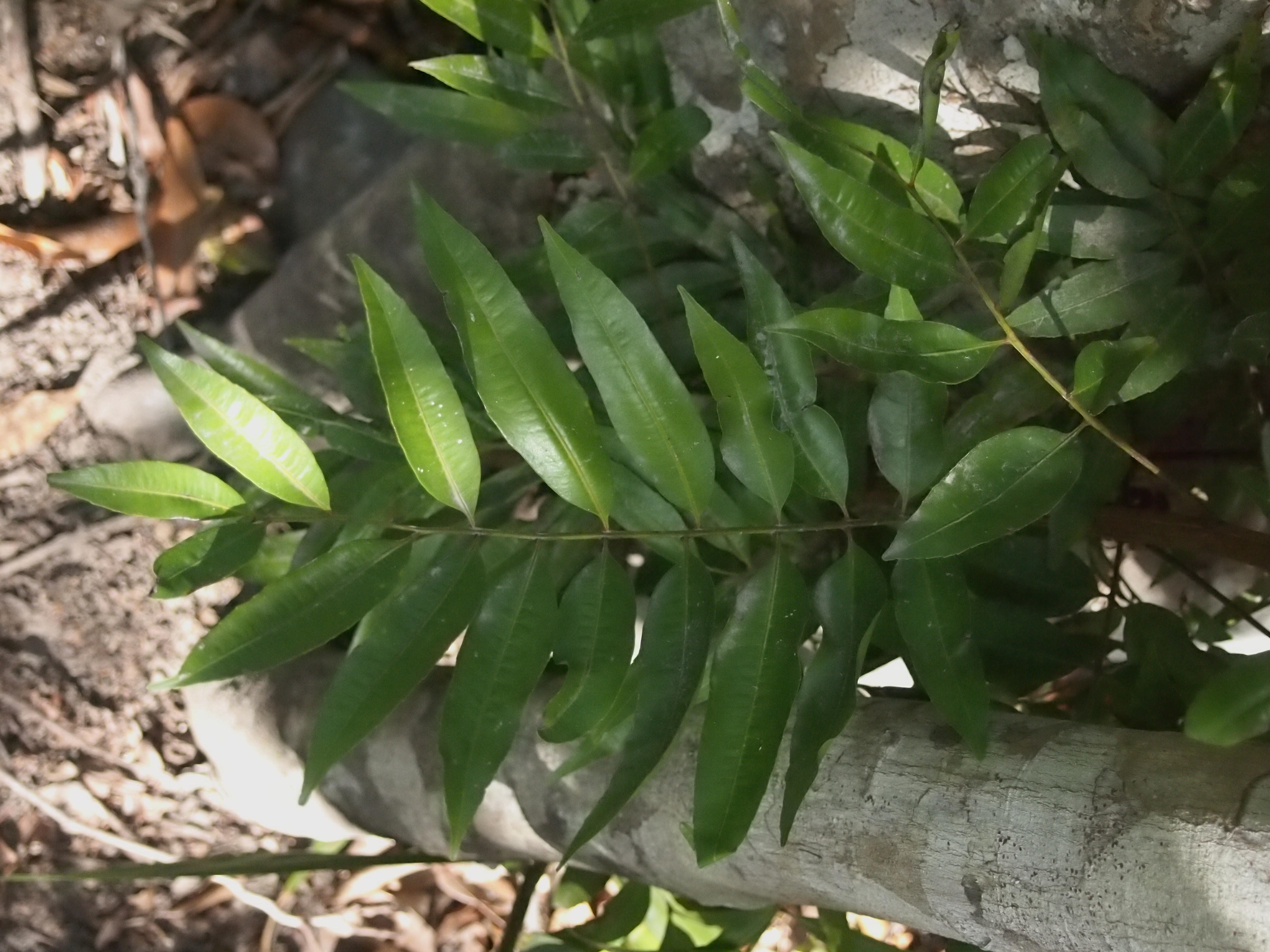
Gefiedertes Blatt

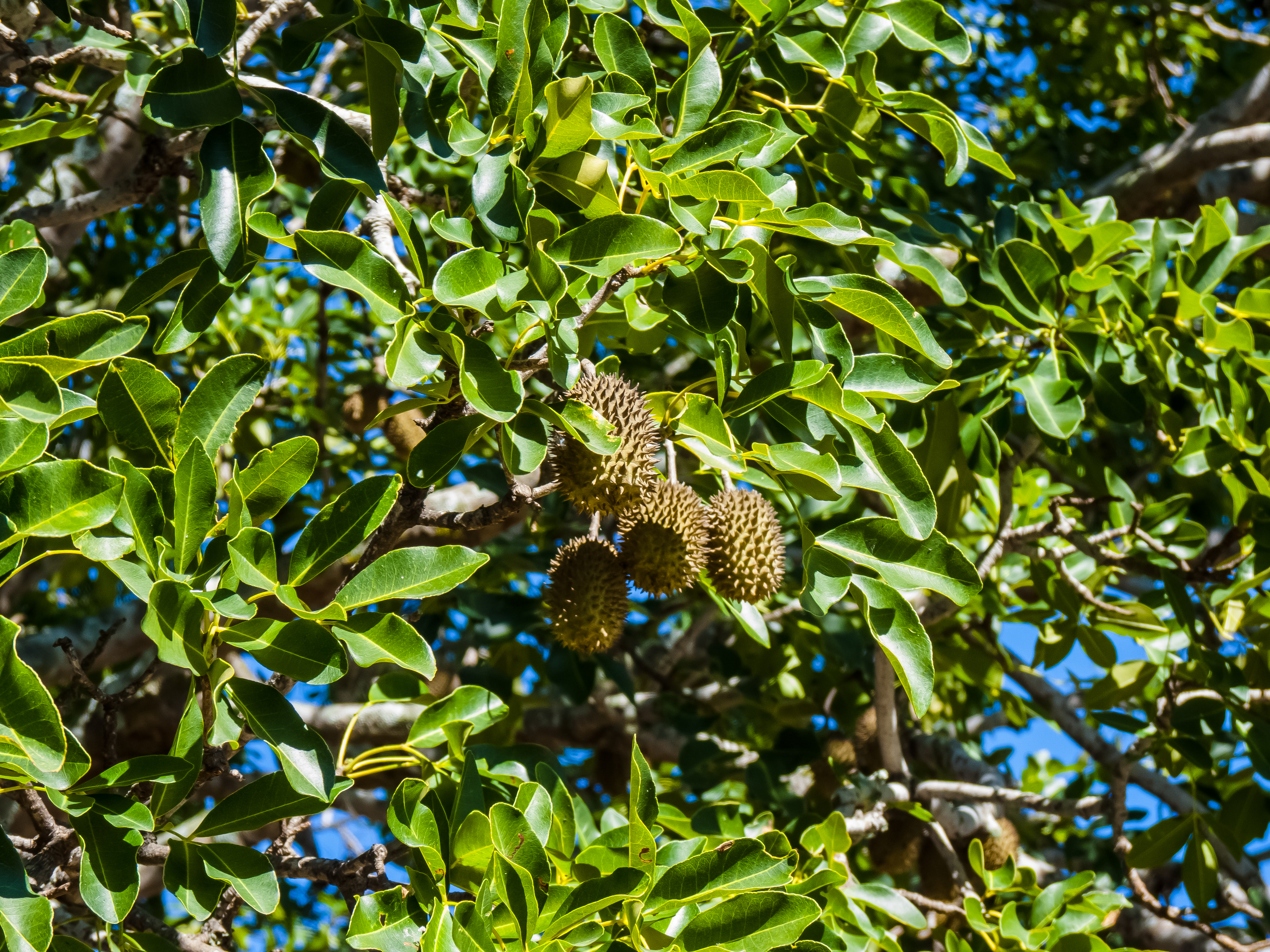
Früchte und Blätter

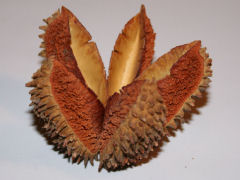
Geöffnete Fruchtkapsel

Flindersia australis, auch als Crow’s Ash (Krähenesche), Australischer Teak, Nutwood oder Flindosy bezeichnet, ist eine Pflanzenart in der Gattung Flindersia aus der Familie der Rautengewächse (Rutaceae). Die charakteristische Früchte machen auf den Baum aufmerksam. Die Gattung wurde nach dem Leiter der Expedition, auf der die erste Art entdeckt wurde, Kapitän Matthew Flinders, benannt; australis bedeutet südlich.

## Beschreibung

### Vegetative Merkmale
Flindersia australis ist ein halbimmergrüner Baum, der Wuchshöhen von 25 bis 30 Metern (im Monsunwald bis über 40 Meter, selten bis über 50 Metern als über das Kronendach ragender Emergent) und einen Stammdurchmesser von 75 bis über 150, selten bis über 250 Zentimetern erreicht. Die ziemlich glatte Borke ist grau-braun und leicht schuppig.
Die meist wechselständigen, manchmal auch gegenständigen unpaarig gefiederten und gestielten Laubblätter sind an den Zweigenden angeordnet. Der Blattstiele ist bis 10–15 cm lang. Die Blätter bestehen aus meist 5 bis 9 (3 bis 15) ganzrandigen Fiederblättchen. Die eiförmigen bis verkehrt-eiförmigen oder lanzettlichen Fiederblättchen sind kurz gestielt, außer dem länger gestielten Endblättchen, und 2,4 bis 13 cm lang sowie 0,8 bis 4,3 cm breit. Die Spitze ist spitz bis abgerundet, die Nervatur ist gefiedert. Die Blättchen sind mehr oder weniger behaart und sie besitzen Ölzellen. Die jungen Blätter sind bronzefarben.

### Generative Merkmale
Die dekorativen, end- oder achselständigen, lockeren, behaarten und rispigen Blütenstände sind bis zu 15 cm lang und ziehen im Heimatland vom August bis Februar Schmetterlinge, Bienen, Wespen und Motten an. Die kleinen, gestielten und fünfzähligen Blüten mit doppelter Blütenhülle weisen einen Durchmesser von etwa 11 mm auf und sind zwittrig oder funktional männlich. Die fünf, außen stark behaarten, grün-gelblichen Kelchblätter sind 2,2 bis 2,5 mm lang und beständig. Die fünf weißen bis cremefarbenen Kronblätter sind 5 bis 7 mm lang und außen, außer am Rand behaart und innen nur leicht. Es ist ein Kreis mit fünf freien, fertilen Staubblättern und ein Kreis mit fünf, priemlichen Staminodien vorhanden. Die fünf Fruchtblätter sind zu einem oberständigen, drüsigen und behaarten Fruchtknoten verwachsen. Der Griffel ist kurz mit fünf verwachsenen Narben. Es ist ein lappiger Diskus vorhanden.
Die holzige, spetizidale Kapselfrucht („Crow’s Nest“) ist 7 bis 10 cm lang und mit rundspitzigen, fein behaarten, kurzen und kegeligen Stacheln bedeckt. Sie spaltet sich normalerweise in fünf unten verbundene, bootsförmige Fächer auf. Jedes Fach, „Boot“ enthält gegen jede Seite eine zentrale fleischige Plazenta. Die Früchte reifen zwischen April und November. Jedes Fach enthält meist vier flache, nur an einem Ende geflügelte Samen mit etwa 3,4 bis 5 cm Länge (mit Flügel). Die Samen keimen rasch und sie sind nicht essbar.

## Vorkommen
Flindersia australis kommt im östlichen Australien in Queensland und New South Wales natürlich im Regen- sowie im Eukalyptuswald vor.

## Verwendung
Flindersia australis wird kultiviert für Bauholz und als Straßenbaum. Diese Art ist ein ausgezeichneter Schatten- und Alleebaum.
Das ölige Holz ist sehr schwer und beständig. Bewertet als Bauholz, besonders für den Bodenbelag. Es ist auch als Moaholz oder Edelteak, „Native teak“ bekannt.
Der Splint ist hellgelb und das Kernholz besitzt eine gelb-braune verwischte Textur mit einem hart abgesetzten Korn. Das Holz ist sehr gesucht für Tanzböden. Es ist verwendbar für den Schiffs- und Bootsbau, Parkett, Lagerböden, Sportgebäude, Möbel und Furniere. Es ist Splintholzkäfer Lyctid Bohrer (Lyctinae) empfindlich. Die Dichte beträgt 1050 kg/m³ (grün) bis 945 kg/m³ (trocken) und erfordert eine langsame Trocknung.
'Australis F.' ist eine langsam wachsende Plantagensorte.
Es gibt Berichte von Dermatitis (Hände, Gesicht, Arme) bei Sägewerkarbeitern.